# 盘山烈士陵园
盘山烈士陵园位于天津市蓟州区官庄镇盘山西麓，建于1957年，全国重点烈士纪念建筑物保护单位，起初是为了纪念在抗日战争中牺牲的革命烈士而建造的。

## 历史[2]
1956年，中共河北省委、省人民政府，决定于当年修建蓟县盘山烈士陵园。
1957年，建成。
1989年8月20日批准，1989年8月31日公布，成为全国重点烈士纪念建筑物保护单位。
1994年5月，被天津市委、市政府命名为天津市爱国主义教育基地。
1995年1月，被民政部公布为全国爱国主义教育基地.
1996年，成为天津市国防教育基地。
1997年6月11日，被中宣部列为首批全国爱国主义教育示范基地之一。
2001年，于烈士墓区立烈士碑2598座。
2005年，成为全国红色旅游经典景区。
2005年3月，重修革命纪念馆。
2005年8月，建成蓟县革命斗争史碑廊。
2005年9月2日，革命纪念馆重修完成。
2007年10月，被北京市高校国防教育委员会确定为北京高校国防教育基地。
2014年8月24日，入选国家级抗战纪念设施、遗址名录。
2016年12月，入选《全国红色旅游景点景区名录》。

## 建筑
占地面积21万平方米，建筑面积11万平方米，主要建筑物分布在南北向的中轴线上，依山势递次为烈士纪念碑、烈士墓区、蓟县革命斗争史碑廊、革命纪念馆、烈士骨灰堂、牌楼等。
烈士纪念碑由汉白玉石块组成，碑基面积1177平方米，碑高27.5米，四周碑文分别是聂荣臻题写的“光荣烈士永垂不朽”、谢觉哉题写的“永远活在人民心中”、李运昌题写的“为人民革命事业而牺牲的英雄们永垂不朽”、宋劭文题写的“抗日英雄浩气常存”。
烈士墓区立主墓2座，陪墓35座，烈士碑2598座，墓区南面立无名烈士墓2座，安葬烈士241名。
蓟县革命斗争史碑廊全长64米，宽4米，高3.7米，以甬路为界，东西两侧各立9块碑，东侧碑文内容为蓟县革命斗争简史，西侧碑文内容为侵华日军暴行。
烈士纪念馆内则有毛泽东的题词和烈士遗像、传略及烈士英名录。
革命纪念馆由李中权题写馆名。

## 开放事宜

### 费用
免费。

### 时间
周二至周日，上午8:00-11:00，下午13:30-16:30